# Мако (персонаж)
Мако (англ. Mako) — персонаж мультсериала «Легенда о Корре», один из главных героев и член команды Аватара. Он назван в честь покойного актёра, который озвучивал дядю Айро в первых двух сезонах «Легенды об Аанге».

## Появления

### Мультсериал «Легенда о Корре»

#### Книга 1: Воздух
В начале мультсериала Мако является членом команды по спортивной магии «Огненные хорьки» вместе со своим братом Болином и магом воды Хасуком. Сначала он не ладит с Коррой, принимая её за одну из «фанаток» Болина, когда они впервые встречаются. Позже парень подружился с ней, когда она стала частью их команды из-за того, что Хасук не пришёл на матч, поссорившись с Мако. Вскоре спортсмен начинает встречаться с Асами Сато, дочерью богатого промышленника и спонсора «Огненных хорьков» Хироши Сато. После нападения Уравнителей на спортивную арену Мако и Болин, жившие на чердаке здания, переселились в особняк Асами по её приглашению. Напряжённость между Коррой и Мако снова возникла, когда Аватар начала подозревать Хироши в связи с Уравнителями. Мако полагал, что она просто ревнует его к Асами. Однако подозрения Корры подтвердились. Асами поругалась с отцом, и Мако утешил свою девушку по просьбе Корры, которая больше не вмешивалась в их отношения. Вскоре Мако, Болина и Асами арестовала полиция по приказу члена совета Республиканского города, Тарлока, который хотел этим вынудить Корру присоединиться к его спецотряду против Уравнителей. Однако троицу освободила Лин Бейфонг после того, как Тарлок похитил Аватара. Пока они не знали, где она, Мако сильно переживал и открыто говорил о своих чувствах к Корре при Асами, что подпортило их отношения. Всё усугубилось, когда девушка узнала о поцелуе Мако с Коррой, когда он уже встречался с Асами. Мако расстался с Асами. Когда Корра нашлась, она и Мако узнали от Тарлока, что Амон, лидер Уравнителей, — маг крови. Последний всегда утверждал, что не является магом, и поэтому Корра и Мако разоблачили его перед последователями, положив конец революции. Однако Амон успел лишить Корру магии трёх стихий, но у неё наконец открылись способности к магии воздуха. Аватар отправилась на южный полюс, чтобы лечиться у Катары, но это не помогло, Мако сопровождал её и признался в любви. Магию Корре вернул дух Аанга. Затем она поцеловалась с Мако, и с этого у парня начался роман с Аватаром.

#### Книга 2: Мир духов
Ко второму сезону Мако стал офицером полиции Республиканского города. Когда произошёл взрыв в культурном центре южного племени Воды, все считали, что в этом замешано северное племя Воды. Однако Мако был одним из немногих, кто сомневался в их вине. Из-за этого он поругался с Коррой, родившейся на южном полюсе. Когда Мако рассказал президенту Райко, нежелающему участвовать в гражданской войне, о планах Корры напрямую обратиться к генералу Айро, командующему флотом Объединённых Сил, за помощью, его романтические отношения с Аватаром окончились сильной ссорой. Мако хотел найти истинных виновников взрыва и помочь Асами, чья компания начала банкротиться. Обратившись к Триаде Тройная Угроза, Мако организовал спецоперацию. Однако бандиты обманули их. Во время миссии склад компании Асами был разграблен. Мако утешал девушку, и Асами поцеловала его. Полицейский продолжил расследование и стал подозревать бизнесмена Варика. Однако после этого в его квартире провели обыск и обнаружили компрометирующие улики, касающиеся взрыва в культурном центре. Впоследствии Мако был арестован. Когда Варик попытался похитить президента Райко, чтобы вынудить его участвовать в гражданской войне для своих целей, его план провалился. Посланный бандит сдал бизнесмена, и Варик был арестован, а Мако освобождён из тюрьмы. Сразу после этого он встретился с Коррой, которая потеряла память из-за битвы со злым духом и забыла о их разрыве. Она поцеловала его на глазах у всех, и он не смог ей признаться, что они расстались. Это положило конец его отношениям с Асами. В конце сезона Мако помогал защищать тело Корры у Древа времени, пока она в виде гигантского голубого духа сражалась со своим дядей Уналаком, ставшим Тёмным Аватаром вместе с демоном Ваату. После победы Корра рассказала Мако, что вспомнила о их разрыве. Они последний раз поцеловались и окончательно расстались, поскольку часто ссорятся, несмотря на то что любят друг друга.

#### Книга 3: Перемена
В третьем сезоне Мако вместе с командой Аватара, Тензином и Буми отправились в Царство Земли на поиски новых магов воздуха, получивших свои силы после Гармоничного сближения, чтобы возродить культуру воздушных кочевников. Первый, кого они взяли, был мальчик-сирота Кай, чья жизнь не особо отличалась от прошлого Мако. Он был мелким воришкой. В столице Царства Земли, Ба-Синг-Се, группа узнала, что царица поймала несколько магов воздуха для создания своей небесной армии. Группа успешно освобождает пленных, которые соглашаются стать воздушными кочевниками под началом Тензина. В том же городе Мако и Болин воссоединились со своей большой семьёй, проживающей в столице. Они рассказали о гибели родителей, и Мако решил отдать свой шарф, оставшийся от покойного отца, бабушке Инь, матери Сана. Позже Мако и Болина одолели Газан и Минь-Хуа, пока Корра говорила с Захиром в мире духов. Братьев привезли к царице и бросили в тюрьму. После того, как Захир убил Царицу Земли, посеяв в столице хаос, он выпустил всех заключённых. Мако и Болина Захир попросил передать Корре его сообщение. Они угнали дирижабль и впоследствии спасли свою большую семью, улетая с ними из города. Братья воссоединились с Коррой и Асами, и Мако передал сообщение Захира Корре: он и другие члены Красного лотоса направляются в Северный храм воздуха, чтобы истребить недавно возрождённую нацию воздуха, если Корра не сдастся им. Аватар соглашается на условия злодеев. Однако на встрече выясняется, что Красный лотос обманул группу; Мако удалось сказать Корре по рации о подставе. Он и Болин готовы взять реванш у Газана и Минь-Хуа, но первый из злодеев применил магию лавы, чтобы загнать братьев, Тензина и Асами в ловушку. Внезапно Болин обнаруживает, что может покорять лаву, и вовремя появляется Кай на маленьком бизоне, спасающий их из обречённого Северного храма воздуха. Позже Мако и Болин участвуют в ещё одной битве с Минь-Хуа и Газаном. Мако снова бьётся с Минь-Хуа и применяет магию молнии, когда та находится в воде. Затем брат помог Болину, который сражался с Газаном в пещере. Тот, начиная проигрывать, обрушает пещеру и погибает, а Мако и Болину удаётся сбежать.

#### Книга 4: Равновесие
Мако стал телохранителем царевича Ву, который был следующим претендентом на трон Царства Земли. Однако Кувира, восстанавливающая страну, отказалась передать власть. Позже Мако воссоединился с Коррой, которую не видел три года, и Асами. В разговоре с ними парень узнал, что Корра писала последней, а братьям нет. Ву похитили, и трое отправились спасать царевича. Им удалось сделать это, но они часто ругались во время приключения. Трио поняло, что им снова нужно привыкать друг к другу после трёхлетней разлуки. Позже Мако тренировал царевича, чтобы тот мог защитить себя в будущем. После герои вспоминали прошлое Мако, и он рассказал о своих сложных отношениях с девушками. Когда выяснилось, что у Кувиры есть супероружие, и она планирует вторгнуться в Республиканский город, Мако, Корра, Болин и Асами решили попытаться уничтожить его, прежде чем машину доставят к городу. Однако их попытка не увенчалась успехом. Армия Кувиры прибыла в Республиканский город, и Мако принял участие в борьбе с гигантским роботом: маги атаковали его, чтобы отвлечь Кувиру, а Варик с Жу Ли и Асами с отцом, которого освободили из тюрьмы для помощи, прорезали путь внутрь машины. Хироши Сато погибает, но успевает исполнить задуманное. Команде удаётся проникнуть внутрь робота Кувиры, и Мако с Болином пошли в машинное отделение, чтобы уничтожить реактор. Победив солдат, они не смогли остановить робота. Тогда Мако приказал Болину унести стражников и самому покинуть комнату, решив взорвать реактор молнией. Болин понимал, что это может стоить Мако жизни, и попытался отговорить старшего брата, но тот уже всё решил. В процессе реализации этого плана разряд энергии задел Мако и вырубил его. Старшего брата спас Болин, который вернулся и унёс Мако. В конце мультсериала, когда Кувира сдалась после разговора с Аватаром в мире духов, Мако присутствовал на свадьбе Варика и Жу Ли. После церемонии он говорил с Коррой, и девушка поблагодарила Мако за помощь. Парень сказал, что Аватар всегда может рассчитывать на его помощь.

## Отзывы и критика
Помимо того, что Мако берёт на себя роль защитника младшего брата и следит за тем, чтобы у них двоих была крыша над головой, он также готовит бо́льшую часть их еды. Хотя парней чаще можно увидеть покупающими продукты — что кажется роскошью, несмотря на их прошлое, — Мако также замечен в готовке их обеда, пока Болин ухаживает за Пабу. Это отличный способ разрушить стереотипы в команде Аватара, поскольку он действительно единственный из группы, кто умеет хорошо готовить.
Мако посвящено несколько статей на Comic Book Resources. Эндрю Теффт поругал его за то, что он изменил Асами, когда встречался с ней, поцеловавшись с Коррой в эпизоде «Дух соревнования». Журналист назвал «самым презренным поступком» Мако его ложь Корре, когда он не признался ей, что они расстались, после того, как она потеряла память во втором сезоне. Дэвид Циммерман пофантазировал, кого бы мог одолеть Мако, а кому бы он проиграл в битве. Журналист посчитал, что персонаж бы потерпел поражение от Зуко и его дяди Айро. Сравнивая Мако и Болина, Ханна Граймс отмечала, что первый является отличным спортсменом, а также что он хорошо заботится о младшем брате.
Льюис Кемнер рассматривал 10 лучших битв с Мако. На первое место он поставил его сражение с Минь-Хуа в серии «Яд Красного лотоса». Аманда Стил, как и Теффт, не похвалила Мако за поцелуй с Коррой, когда он состоял в отношениях с Асами. Однако она также посчитала, что он хороший старший брат для Болина. Аджай Аравинд, как и его коллеги, порицал Мако за его измену Асами и за враньё Корре, потерявшей память, но он также добавил в его «чёрный список» лицемерие, которое проявил персонаж, когда ругал Кая за воровство и не хотел доверять ему, хотя сам в прошлом был связан с Триадой Тройная Угроза и имел проблемы с законом. В другой статье журналист похвалил Мако за то, что тот раскрыл Варика как преступника во втором сезоне; за то, что он уничтожил реактор в гигантском роботе Кувиры в последнем эпизоде; и за то, что подарил свой драгоценный шарф, доставшийся ему от погибшего отца, бабушке Инь. Последнее Аравинд назвал «одной из самых эмоциональных сцен во франшизе „Аватара“».
Михал Шик из Hypeble посчитал, что «Мако — персонаж, которого сложно полюбить, но также почти невозможно возненавидеть». Зак Блюменфелд из Paste поставил героя на 11 место в списке лучших персонажей из вселенной «Аватара» и написал, что у парня «золотое сердце».